# Nycteola depicta
Nycteola depicta är en fjärilsart som beskrevs av Sheldon 1919. Nycteola depicta ingår i släktet Nycteola och familjen trågspinnare. Inga underarter finns listade i Catalogue of Life.